# أوغولكان تشاغلايان
أوغولكان تشاغلايان (من مواليد 22 مارس 1996) هولاعب كرة قدم تركي يلعب في مركز الهجوم لصالح غلطة سراي التركي. ظهر لأول مرة في الدوري التركي الممتاز في 14 فبراير 2014. 

## مسيرته الكروية

### غازي عنتاب سبور
لعب تشاغلايان 15 مباراة مع غازي عنتاب سبور في 2013 وسجل هدفين. سجل هدفه الأول في الدوري بركلة دراجة في 4 أكتوبر 2014 ضد قاسم باشا. لكن ي النهاية خسر غازي عنتاب سبور المباراة بنتيجة 4-2.

### قيصري إيرسيسبور
في 2 فبراير 2015، انتقل تشاغلايان إلى قيصري إيرسيسبور. لعب معهم 11 مباراة في النصف الثاني من دوري الدرجة الأولى التركي الممتاز موسم 2014-15 وتمكن من تسجيل 3 أهداف.

### غلطة سراي
في 11 أغسطس 2020، وقع اللاعب عقدًا لمدة 4 سنوات مع غلطة سراي.   سجل هدفه الأول ضد طرابزون سبور في 26 ديسمبر 2020. 